# کامیک (پیروت)
کامیک (به صربی: Kamik) یک منطقهٔ مسکونی در صربستان است که در Pirot Municipality واقع شده‌است. کامیک ۱۱۲ نفر جمعیت دارد.